# Jean Paulhan

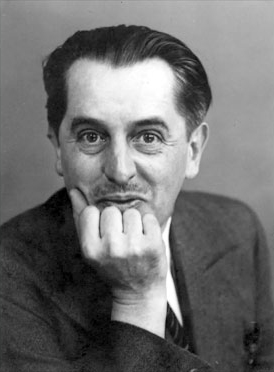
Jean Paulhan, 1938

Jean Paulhan (geboren am 2. Dezember 1884 in Nîmes; gestorben am 9. Oktober 1968 in Boissise-la-Bertrand, Département Seine-et-Marne) war ein französischer Schriftsteller und Publizist.

## Leben
Nach seinem Studium an der Sorbonne war Paulhan 1907 bis 1910 Lehrer für Literatur und Leibesübungen in Antananarivo, der Hauptstadt von Madagaskar. Nach seiner Rückkehr lehrte er bis zum Beginn des Ersten Weltkriegs Malagasy an der École des langues orientales. Während des Krieges war er Sergeant bei den 9. Zuaven und wurde im Dezember 1914 verwundet. Er war ein Förderer des Dichters und Essayisten Francis Ponge, in dessen Elternhaus er damals verkehrte.
Nach Ende des Krieges arbeitete er zunächst für die Zeitschrift Littérature und ab 1920 als Redakteur für die Nouvelle Revue Française (NRF). Nach dem Tod von Jacques Rivière war er von 1925 bis 1940 Chefredakteur der NRF. Während des Zweiten Weltkriegs arbeitete er im literarischen Zweig der Résistance, u. a. zusammen mit Jean-Paul Sartre. Paulhan war anonymer Mitverleger der sehr einflussreichen Novelle Das Schweigen des Meeres, die im Untergrund erschien.
Im Juni 1946 schrieb er einen empörten Beitrag über die Strafverfolgung gegen einige der Kollaboration beschuldigte Journalisten und Schriftsteller im Zuge des staatlichen Programms der Commission d’Épuration, weil gleichzeitig Ingenieure, Unternehmer und Bauarbeiter, die für die deutschen Besatzer an der Errichtung des sogenannten Atlantikwalls gearbeitet hatten, nicht nur straflos blieben, sondern sogar neue Gefängnisse bauten, in denen nun diese Journalisten einsaßen.
In der Nachkriegszeit arbeitete er zusammen mit Sartre an der Zeitschrift Les Temps Modernes. Zudem half er dem Verleger Jean-Jacques Pauvert 1947–1952, die Werke de Sades neu herauszubringen. Seine heimliche Geliebte Dominique Aury schrieb ihm unter dem Pseudonym Pauline Réage den erotischen Roman Geschichte der O, den Pauvert 1954 verlegte; Paulhan schrieb dazu ein Vorwort. Pauvert und Paulhan hielten die reale Identität der Autorin dabei geheim.
Als 1953 die NRF wieder erscheinen konnte, wurde Paulhan erneut Chefredakteur und blieb es bis 1963. Da er darüber hinaus über 40 Jahre lang Lektor bei Gallimard, dem bedeutendsten literarischen Verlag in Frankreich war, kann sein Einfluss auf die französische Literatur des 20. Jahrhunderts kaum überschätzt werden. Am 24. Januar 1963 wurde er Mitglied der Académie française.
Sein Nachlass befindet sich im Institut mémoires de l’édition contemporaine (IMEC).

## Werke
- 1912 Les Hain-Tenys Merinas.
- 1917 Le guerrier appliqué.
  - Übers. Andreas Klötsch: Der beflissene Krieger. In: Frauke Rother, Klaus Möckel (Hrsg.): Französische Erzähler aus 7 Jahrzehnten. Verlag Volk und Welt, Berlin 1983, 2. A. 1985, S. 211–260.
  - Der beflissene Soldat. Übers. und Nachwort Friedhelm Kemp. Suhrkamp, Frankfurt am Main 1995, ISBN 978-3-518-22182-2.
- 1921 Jacob Cow le Pirate, ou Si les mots sont des signes.
- 1921 Le pont traversé.
- 1925 Expérience du proverbe.
  - Die Erfahrung des Sprichworts. Ethnographische Texte. Übers. und Nachwort Bernhard Stricker. Konstanz University Press, Göttingen 2025, ISBN 978-3-8353-9172-7.
- 1927 La guérison sévère.
- 1929 Sur un défaut de la pensée critique.
- 1930 Les Hain-Tenys, poésie obscure.
- 1930 Entretiens sur des faits-divers.
  - Unterhaltungen über vermischte Nachrichten. Übers. Friedhelm Kemp. Sigbert Mohn, Gütersloh 1962.
- 1940 L’Aveuglette.
- 1941 Les fleurs de Tarbes ou La terreur dans les Lettres.[3]
  - Deutsch: „Die Blumen von Tarbes“ und weitere Schriften zur Theorie der Literatur. Nachw. und teilw. Übers. Hans-Jost Frey. Teilw. Übers. Friedhelm Kemp. Urs Engeler, Weil 2009, ISBN 978-3-938767-65-8.[4]
- 1943 Jacques Decour.
- 1943 Aytre qui perd l’habitude.
  - Deutsche Übersetzung in: Die Frucht im Walde. Erzählungen. Mit einem Essay von Maurice Blanchot. Übers. Bernd Wilczek. Bruckner & Thünker, Köln 1993, ISBN 3-905208-02-4, S. 163–172.
- 1944 Clef de la poésie, qui permet de distinguer le vrai du faux en toute observation, ou Doctrine touchant la rime, le rythme, le vers, le poète et la poésie.
  - Übers. Friedhelm Kemp: Schlüssel der Poesie, und Kleines Vorwort zu jeder Kritik. Nachw. des Übers. Bruckner & Thünker, Köln 1994[5]
- 1945 F. F. ou Le Critique.
- 1946 Sept causes célèbres.
- 1946 La Métromanie, ou Les dessous de la capitale.
- 1946 Braque le Patron. (deutsch siehe den Doppelband unter „Ausgaben“)
- 1947 Lettre aux membres du C.N.E.
- 1947 Sept nouvelles causes célèbres.
- 1947 Guide d’un petit voyage en Suisse
  - Leitfaden einer kleinen Reise durch die Schweiz. Übersetzung von Constance Lotz. 12 Photographien von Günther Förg. Gachnang & Springer, Bern 2001, ISBN 978-3-906127-65-1.
- 1947 Dernière lettre.
- 1948 Le berger d’Écosse.
- 1948 De la paille et du grain.
- 1949 Fautrier l’Enragé.
  - Fautrier, der Besessene. Briefwechsel. Gachnang und Springer, Bern 2004, ISBN 978-3-906127-73-6.
- 1949 Petit-Livre-à-déchirer.
- 1950 Trois causes célèbres.
- 1950 Les causes célèbres
  - Berühmte Fälle. Übers. Friedhelm Kemp. Sigbert Mohn, Gütersloh 1966.
- 1950 Lettre au médecin.
- 1951 Les Gardiens.
  - Deutsche Übersetzung in: Die Frucht im Walde. Erzählungen. Mit einem Essay von Maurice Blanchot. Übers. Bernd Wilczek. Bruckner & Thünker, Köln 1993, ISBN 3-905208-02-4, S. 75–91.
- 1951 Le Marquis de Sade et sa complice ou Les revanches de la Pudeur.
- 1951 Petite préface à toute critique.
  - Kleines Vorwort zu jeder Kritik. (zusammen mit Schlüssel der Poesie) Kösel, München 1969[6]
- 1952 Lettre aux directeurs de la Résistance.
- 1953 La preuve par l’étymologie.
- 1955 Les paroles transparentes. Lithografien von Georges Braque
- 1958 Le Clair et l'Obscur.
- 1958 G. Braque
- 1958 De mauvais sujets. Grafiken von Marc Chagall
- 1959 Karskaya. Essay
- 1961 Lettres
- 1962 L’art informel
- 1966 Progrès en amour assez lents
- 1986 Choix de lettres I, 1917–1936. La littérature est une fête
- 1990 La vie est pleine de choses redoutables (posthum)
- 1991 Chroniques de Jean Guérin – Band 1: 1927–1940, Band 2: 1953–1964. Paris, Editions des cendres (Jean Guérin war ein Pseudonym von Jean Paulhan)

### Sammelwerke
- Œuvres complètes. Hrsg. Bernard Baillaud. Gallimard, Paris 2006 ff.
- Schriften. Gachnang & Springer, Bern 2004[7]

1. Übers. Jessica Beer: Braque. Enthält: Braque der Patron; Braque oder Die heilige Malerei. (Braque le patron, zuerst 1946[8]; der 2. Text: Braque ou la peinture sacreée, zuerst: Figaro littéraire n°185, 22. Oktober 1949) Mit einer Betrachtung von Georg Baselitz ISBN 3-906127-72-9
2. Fautrier, der Besessene. Briefwechsel. ISBN 3-906127-73-7 (zuerst 1949)

- Die Frucht im Walde. Erzählungen. Mit einem Essay von Maurice Blanchot. Übers. Bernd Wilczek. Bruckner & Thünker, Köln 1993, ISBN 3-905208-02-4